# Laives (Olaszország)
Laives (németül: Leifers) település Olaszországban, Bolzano autonóm megyében. Lakosainak száma 18 162 fő (2023. január 1.). Laives Bronzolo, Nova Ponente, Vadena és Bolzano községekkel határos.

## Népesség
A település népességének változása:
| Lakosok száma | 15 664 | 17 780 | 17 954 | 18 162 |
|               | 2004   | 2017   | 2018   | 2023   |